# Hermann Kopf

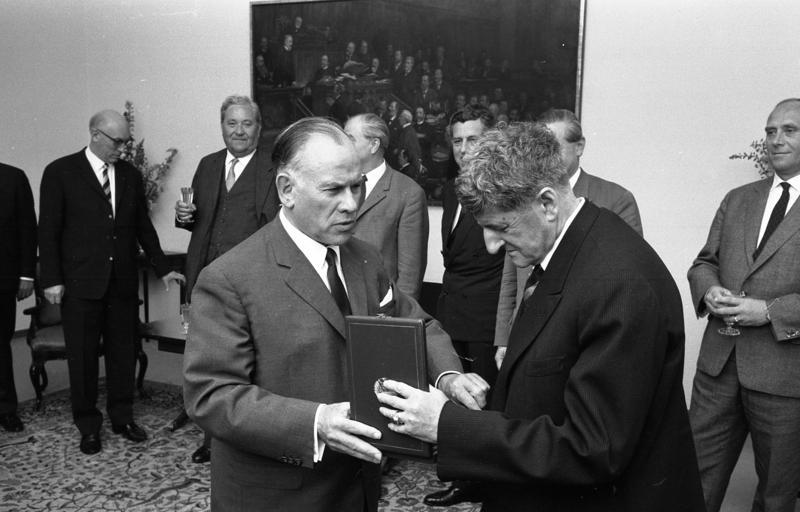
Großes Bundesverdienstkreuz mit Stern für Hermann Kopf (rechts)

Hermann Kopf (* 29. Mai 1901 in Freiburg im Breisgau; † 5. Mai 1991 ebenda) war ein deutscher Politiker der CDU.

## Leben und Beruf
Hermann Kopf, Sohn des Rechtsanwalts und Zentrumsabgeordneten Ferdinand Kopf (1857–1943), studierte nach dem Abitur am Bertholdgymnasium ab 1920 Rechtswissenschaften an der Universität Freiburg, wo er auch 1925 promoviert wurde. Kopf war, wie schon sein Vater, seit 1919 Mitglied der KDStV Hercynia Freiburg im Breisgau im CV. Nach Tätigkeit als Regierungsrat im Badischen Innenministerium 1928/29 ließ er sich 1930 in Freiburg im Breisgau als Rechtsanwalt nieder. 1940 bis 1944 war er als juristischer Hilfsarbeiter im Landratsamt Saarbrücken dienstverpflichtet. Am 27. November 1944 verlor Hermann Kopf bei der Bombardierung Freiburgs seine zwei Kinder und seine Ehefrau. Nach dem Zweiten Weltkrieg wurde er Vizepräsident der Rechtsanwaltskammer Baden. Neben seiner beruflichen Tätigkeit widmete er sich in Veröffentlichungen auch der Freiburger Stadtgeschichte.

1951/52 vertrat er – wenn auch letztendlich vergeblich – die Landesregierung von Baden vor dem Bundesverfassungsgericht im Streit gegen den Südweststaat Baden-Württemberg und für den Weiterbestand des Landes Baden. Ebenso wie schon sein Vater war Hermann Kopf Ehrenbürger der Stadt Freiburg in Breisgau.

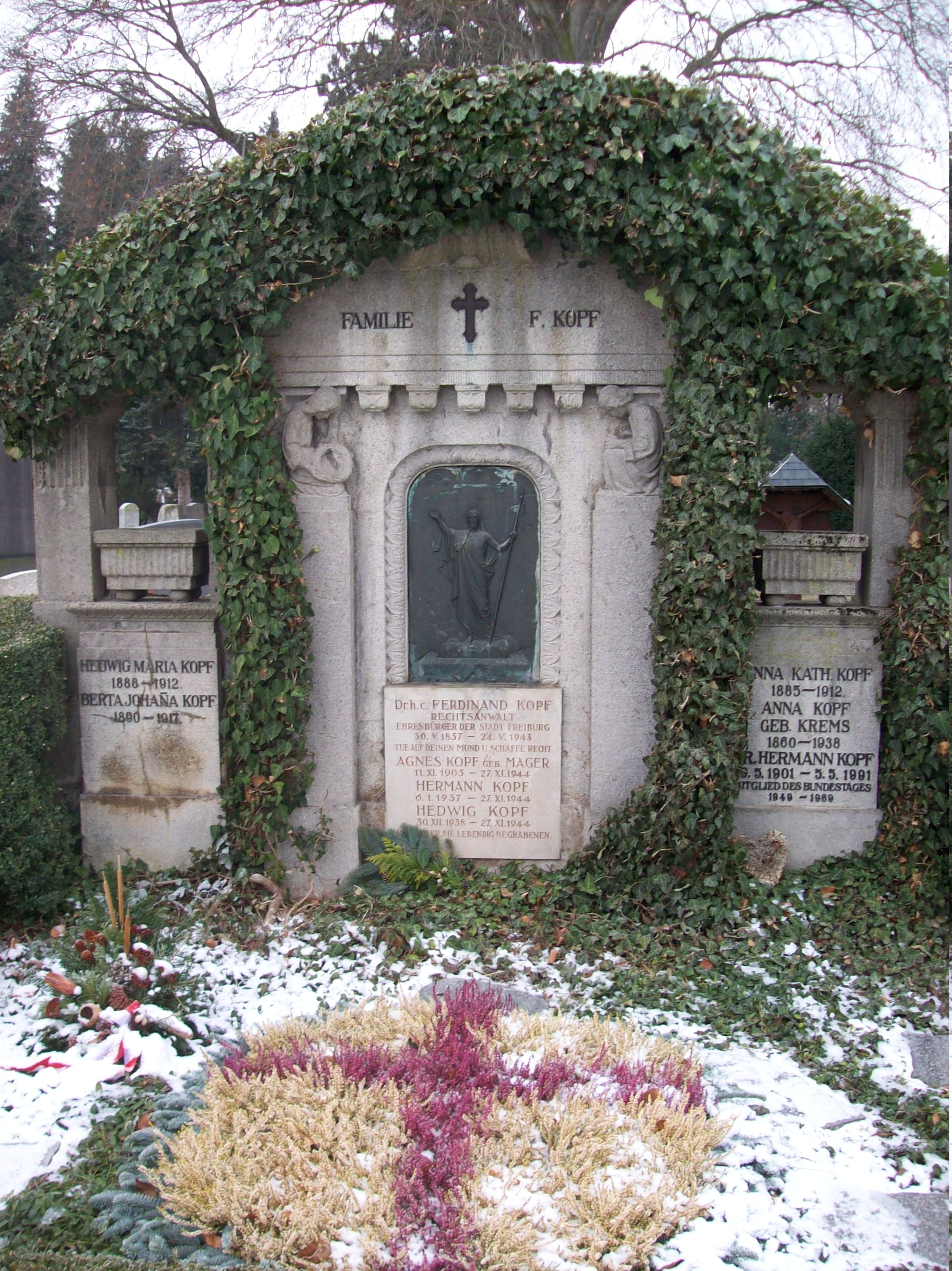
Grabmal der Familie Kopf auf dem Freiburger Hauptfriedhof

## Partei
In der Weimarer Republik gehörte Kopf dem Zentrum an und war von 1930 bis 1933 Bürgerausschuss der Stadt Freiburg. Im Dezember 1945 beteiligte er sich in Freiburg im Breisgau an der Gründung der Badischen Christlich-Sozialen Volkspartei, des späteren badischen Landesverbandes der CDU. Von 1946 bis 1949 war er erneut Mitglied des Freiburger Stadtrats.

## Abgeordneter
Er gehörte dem Deutschen Bundestag seit dessen erster Wahl 1949 bis 1969 an. Er wurde in allen Wahlgängen im Wahlkreis Freiburg direkt gewählt. Vom 25. Mai 1960 bis 1969 war er Vorsitzender des Bundestagsausschusses für auswärtige Angelegenheiten.
Vom 16. Juli 1952 bis zum 29. November 1961 war Kopf zugleich auch Mitglied des Europaparlaments sowie von 1953 bis 1969 Mitglied der Beratenden Versammlung des Europarats.

## Ehrungen
- 1966: Großes Verdienstkreuz mit Stern der Bundesrepublik Deutschland
- 1969: Großes Verdienstkreuz mit Stern und Schulterband der Bundesrepublik Deutschland

## Veröffentlichungen
- Der Rhein im internationalen öffentlichen Recht unter besonderer Berücksichtigung des Versailler Vertrags und der seitherigen Rechtsentwicklung. Dissertation Freiburg 1925.
- Das Parlament und die auswärtige Politik. In: Außenpolitik. Band 18, Heft 5, 1967, ISSN 0004-8194, S. 306–312.
- Freiburg im Breisgau unter der Krone Frankreichs 1677–1697. In: Schau-ins-Land. Band 88, 1970, ZDB-ID 128267-0, S. 23–124.
- Greiffenegg. Aufstieg und Ausklang einer Familie. Verlag Karl Schillinger, Freiburg 1974.
- Ritter Wilhelm Böcklin von Böcklinsau. Hofmarschall, Dompropst, Stifter von Freiburg. In: Schau-ins-Land. Band 92, 1974, S. 5–68.
- Greiffeneggs „Abwesenheit“. Von der Festungshaft zur Ehrenbürgerschaft. In: Zeitschrift des Breisgau-Geschichtsvereins. Schau-ins-Land. Band 94/95, 1976/1977, ISSN 1434-2766, S. 29–38.
- War Kanzler Konrad Stürzel der „Oberrheinische Revolutionär“? In: Zeitschrift des Breisgau-Geschichtsvereins. Schau-ins-Land. Band 97, 1978, S. 29–38.
- Karl von Rotteck, zwischen Revolution und Restauration. Rombach, Freiburg (Breisgau) 1980, ISBN 3-7930-0356-6.
- Carl von Rottecks Verlassenschaft. In: Zeitschrift des Breisgau-Geschichtsvereins. Schau-ins-Land. Band 99, 1980, S. 75–82.
- Greiffeneggs Geiselnahme. In: Zeitschrift des Breisgau-Geschichtsvereins. Schau-ins-Land. Band 99, 1980, S. 139–146.